# Fréauville
Fréauville település Franciaországban, Seine-Maritime megyében. Lakosainak száma 144 fő (2022. január 1.). Fréauville Bailleul-Neuville, Croixdalle, Londinières és Saint-Pierre-des-Jonquières községekkel határos.

## Népesség
A település népességének változása:
| Lakosok száma | 131  | 132  | 133  | 132  | 131  | 132  | 136  | 140  | 144  |
|               | 2013 | 2015 | 2016 | 2017 | 2018 | 2019 | 2020 | 2021 | 2022 |